# Черняхівський Марко Ісайович
Марко Ісайович Черняхі́вський (нар. березень 1860, Житомир — пом. 14 березня 1936, Баку) — український і азербайджанський скрипаль, диригент, педагог; народний артист Азербайджанської РСР з 1928 року.

## Біографія
Народився в березні 1860 року в Житомирі. Гри на скрипці навчився у батька та А. Несвадби. З 1874 року — артист оркестру в Києві. Згодом організував оркестр, з яким виступав у містах України. 
З 1883 року — диригент і хормейстер трупи М. Старицького (перший виконавець оперети «Чорноморець» у Харкові в 1883 році та опери «Утоплена» М. Лисенка в Одесі у 1885 році).
У Києві був учасником квартету М. Сікарда, диригентом оркестру, завідувачем музичною частиною театру «Соловцов», диригентом симфонічних концертів Літературно-артистичного товариства.
З 1903 року — диригент і професор консерваторії в Баку, де 1904 року влаштував концерт з нагоди 35-річчя творчості М. Лисенка.
З 1920 року — головний диригент Азербайджанського державного симфонічного оркестру.
Помер в Баку 14 березня 1936 року.